# Gran Premio motociclistico di Jugoslavia 1980
Il Gran Premio motociclistico di Jugoslavia fu il quarto appuntamento del motomondiale 1980.
Si svolse il 15 giugno 1980 presso l'Automotodrom Grobnik di Zaule di Liburnia, e corsero le classi 50, 125 e 250. Le due classi di maggior cilindrata non gareggiarono mentre furono in gara anche i sidecar.
Le vittorie nelle quattro categorie sono andate al tedesco Anton Mang in 250, al francese Guy Bertin in 125, allo spagnolo Ricardo Tormo nella 50 e all'equipaggio Rolf Biland-Kurt Waltisperg nelle motocarrozzette.

## Classe 250
Nella quarto di litro il maggior antagonista per la conquista del titolo, nonché compagno di squadra, di Anton Mang, il sudafricano Kork Ballington, non ha preso il via a causa di problemi di salute che l'hanno obbligato ad un intervento chirurgico. Con la seconda vittoria su quattro prove, accompagnata da due secondi posti, il pilota tedesco della Kawasaki (che gareggia peraltro sotto le insegne dello sponsor Krauser) è riuscito ad accumulare un buon vantaggio di 24 punti sul pilota assente.
Il podio è stato completato da due piloti italiani, Gianpaolo Marchetti e Sauro Pazzaglia

### Arrivati al traguardo
| Pos | Pilota                 | Moto             | Tempo   | Griglia | Punti |
| --- | ---------------------- | ---------------- | ------- | ------- | ----- |
| 1   | Anton Mang             | Krauser-Kawasaki | 46'54"7 | 1       | 15    |
| 2   | Gianpaolo Marchetti    | MBA              | 47'33"1 | 18      | 12    |
| 3   | Sauro Pazzaglia        | Ad Maiora        | 47'48"7 | 11      | 10    |
| 4   | Carlos Lavado          | Yamaha           | 47'59"0 | 10      | 8     |
| 5   | Jacques Cornu          | Yamaha           | 48'10"6 | 5       | 6     |
| 6   | Jean-François Baldé    | Kawasaki         | 48'11"1 | 16      | 5     |
| 7   | Jean-Marc Toffolo      | Yamaha           | 48'11"4 | 7       | 4     |
| 8   | Roger Sibille          | Yamaha           | +1 giro | 2       | 3     |
| 9   | Walter Villa           | Yamaha           | +1 giro | 9       | 2     |
| 10  | Franco Marcheggiani    | Yamaha           | +1 giro | 20      | 1     |
| 11  | Jean Lafond            | Yamaha           | +1 giro | 23      |       |
| 12  | Didier de Radiguès     | Yamaha           | +1 giro | 17      |       |
| 13  | Hans Müller            | Yamaha           | +1 giro | 14      |       |
| 14  | Jean-Louis Guignabodet | Kawasaki         | +1 giro | 12      |       |
| 15  | René Delaby            | Yamaha           | +1 giro | 21      |       |
| 16  | Eero Hyvärinen         | Yamaha           | +1 giro | 13      |       |
| 17  | Klaas Hernamdt         | Yamaha           | +1 giro | 19      |       |
| 18  | André Gouin            | Yamaha           | +1 giro | 27      |       |
| 19  | Bruno Lüscher          | Yamaha           | +1 giro | 29      |       |
| 20  | Bengt Elgh             | Yamaha           | +2 giri | 32      |       |

### Ritirati
| Pilota             | Moto      | Motivo | Griglia |
| ------------------ | --------- | ------ | ------- |
| Paolo Ferretti     | Yamaha    |        | 5       |
| Massimo Matteoni   | Yamaha    |        | 15      |
| Roland Freymond    | Ad Maiora |        | 4       |
| Roland Kopf        | Yamaha    |        | 31      |
| Éric Saul          | Yamaha    |        | 8       |
| Edi Stöllinger     | Kawasaki  |        | 22      |
| Peter Looijesteijn | Yamaha    |        | 30      |
| Harald Bartol      | MBA       |        | 24      |
| Chas Mortimer      | Yamaha    |        | 28      |
| Thierry Espié      | Yamaha    |        | 3       |
| Arturo Venanzi     | Yamaha    |        | 25      |
| Thierry Laurens    | Yamaha    |        | 26      |
| Siegfried Minich   | Yamaha    |        | 33      |
| Bruno Kneubühler   | Yamaha    |        | 34      |
| Vuk Tomanovic      | Yamaha    |        | 35      |
| Raffaele Pasqual   | Yamaha    |        | 36      |
| Vladimir Hegel     | Yamaha    |        | 37      |
| Paul Kierstein     | Yamaha    |        | 38      |

## Classe 125
Entrambi i piloti vincitori delle prove precedenti e in lotta per il mondiale, lo spagnolo Ángel Nieto e l'italiano Pier Paolo Bianchi, non hanno concluso la prova; della cosa si è avvantaggiato il pilota francese Guy Bertin che, oltre ad aggiudicarsi la prova, è riuscito ad avvicinarli in classifica.
Il resto del podio è stato composto dallo svizzero Hans Müller e dall'italiano Loris Reggiani.

### Arrivati al traguardo
| Pos. | Pilota             | Moto          | Tempo   | Griglia | Punti |
| ---- | ------------------ | ------------- | ------- | ------- | ----- |
| 1    | Guy Bertin         | Motobécane    | 43'45"9 | 3       | 15    |
| 2    | Hans Müller        | MBA           | 43'49"1 | 2       | 12    |
| 3    | Loris Reggiani     | Minarelli     | 43'59"4 | 8       | 10    |
| 4    | Bruno Kneubühler   | MBA           | 44'17"1 | 5       | 8     |
| 5    | Stefan Dörflinger  | MBA (azienda) | 44'21"4 | 9       | 6     |
| 6    | August Auinger     | MBA           | 44'23"4 | 11      | 5     |
| 7    | Barry Smith        | MBA           | 45'04"2 | 6       | 4     |
| 8    | Peter Looijesteijn | MBA           | 45'10"0 | 15      | 3     |
| 9    | Matti Kinnunen     | MBA           | 45'16"2 | 19      | 2     |
| 10   | Zdravko Ljeljak    | MBA           | 45'23"3 | 30      | 1     |
| 11   | Gerhard Waibel     | MBA           | 43'58"1 | 21      |       |
| 12   | Ernst Fagerer      | MBA           | 43'58"5 | 28      |       |
| 13   | Peter Balàz        | MBA           | 44'04"4 | 26      |       |
| 14   | Alojz Pavlič       | MBA           | 44'46"9 | 27      |       |
| 15   | Hagen Klein        |               | +1 giro | 31      |       |

### Ritirati
| Pilota              | Moto      | Motivo | Griglia |
| ------------------- | --------- | ------ | ------- |
| Pier Paolo Bianchi  | MBA       |        | 1       |
| Ángel Nieto         | Minarelli |        | 4       |
| Hugo Vignetti       | MBA       |        | 12      |
| Maurizio Vitali     | MBA       |        | 22      |
| Harald Bartol       | MBA       |        | 20      |
| Ivan Palazzese      | MBA       |        | 7       |
| Willy Pérez         | MBA       |        | 23      |
| Janez Pintar        | MBA       |        | 29      |
| Jean-Claude Selini  | MBA       |        | 17      |
| Edi Stöllinger      | MBA       |        | 13      |
| Eugenio Lazzarini   | Iprem     |        | 18      |
| Per-Edvard Carlsson | MBA       |        | 6       |
| Thierry Noblesse    | MBA       |        | 24      |
| Alfred Waibel       | MBA       |        | 25      |
| Ricardo Tormo       | MBA       |        | 14      |

## Classe 50
I piloti della classe di minore cilindrata del mondiale sono tornati a gareggiare dopo l'assenza della categoria nel gran premio precedente; si è imposto lo spagnolo Ricardo Tormo davanti allo svizzero Stefan Dörflinger e all'italiano Eugenio Lazzarini. Quest'ultimo è restato saldamente in testa alla classifica stagionale avendo ottenuto il successo nelle due prove disputate in precedenza.

### Arrivati al traguardo
| Pos. | Pilota              | Moto        | Tempo    | Griglia | Punti |
| ---- | ------------------- | ----------- | -------- | ------- | ----- |
| 1    | Ricardo Tormo       | Kreidler    | 38'12"2  | 1       | 15    |
| 2    | Stefan Dörflinger   | Kreidler    | 38'40"8  | 2       | 12    |
| 3    | Eugenio Lazzarini   | Iprem       | 38'43"1  | 3       | 10    |
| 4    | Jacky Hutteau       | ABF         | 39'27"0  | 8       | 8     |
| 5    | Henk van Kessel     | Pentax-X-16 | 39'32"8  | 5       | 6     |
| 6    | Hans-Jürgen Hummel  | Kreidler    | 39'34"1  | 16      | 5     |
| 7    | Otto Machinek       | Kreidler    | 39'46"3  | 15      | 4     |
| 8    | Gerhard Waibel      | Kreidler    | 39'46"7  | 13      | 3     |
| 9    | Wolfgang Müller     | Kreidler    | 39'47"2  | 9       | 2     |
| 10   | Claudio Lusuardi    | Bultaco     | 39'48"0  | 10      | 1     |
| 11   | Hagen Klein         | Horex       | +1 ronde | 11      |       |
| 12   | Joaquin Gali        | Bultaco     | +1 giro  | 20      |       |
| 13   | Enzo Saffiotti      | UFO         | +1 giro  | 26      |       |
| 14   | Aldo Pero           | Kreidler    | +1 giro  | 12      |       |
| 15   | Bruno Di Carlo      | ABF         | +1 giro  | 21      |       |
| 16   | Hans Spaan          | Kreidler    | +1 giro  | 18      |       |
| 17   | Giuseppe Ascareggi  | Minarelli   | +1 giro  | 23      |       |
| 18   | Zdravko Matulja     | Tomos       | +1 giro  | 25      |       |
| 19   | Günther Schirnhofer | Kreidler    | +1 giro  | 29      |       |
| 20   | Claudio Granata     | Kreidler    | +1 giro  | 33      |       |
| 21   | Peter Verbic        | Kreidler    | +1 giro  | 28      |       |

### Ritirati
| Pilota          | Moto     | Motivo | Griglia |
| --------------- | -------- | ------ | ------- |
| Walter Rapolani | Kreidler |        | 27      |
| Mikos Bojan     | Kreidler |        | 30      |
| Ingo Emmerich   |          |        | 14      |
| Chris Baert     | Kreidler |        | 17      |
| Enrico Cereda   | DRS      |        | 22      |
| Reiner Koster   | DRS      |        | 24      |
| Theo Timmer     | Bultaco  |        | 6       |
| Zoran Krstic    | Kreidler |        | 31      |
| Gerhard Singer  | Kreidler |        | 32      |

## Classe sidecar
L'equipaggio Rolf Biland-Kurt Waltisperg recupera dopo una brutta partenza e vince anche la seconda gara stagionale; sul podio salgono anche Alain Michel con il suo nuovo passeggero Michael Burkhard (il francese da questa gara cambia anche il motore, passando da Fath a Yamaha), e Jock Taylor-Benga Johansson.
In classifica Biland è a punteggio pieno con 30 punti, seguono Taylor a 22, Schwärzel e Streuer appaiati a 16, e Michel a 15.

### Arrivati al traguardo (posizioni a punti)[4]
| Pos | Pilota           | Passeggero         | Moto           | Tempo   | Punti |
| --- | ---------------- | ------------------ | -------------- | ------- | ----- |
| 1   | Rolf Biland      | Kurt Waltisperg    | LCR-Yamaha     | 42'15"4 | 15    |
| 2   | Alain Michel     | Michael Burkhard   | Seymaz-Yamaha  | 42'25"5 | 12    |
| 3   | Jock Taylor      | Benga Johansson    | Windle-Yamaha  | 42'42"7 | 10    |
| 4   | Egbert Streuer   | Johan van der Kaap | LCR-Yamaha     |         | 8     |
| 5   | Werner Schwärzel | Andreas Huber      | ?-Yamaha       |         | 6     |
| 6   | Michel Vanneste  | Serge Vanneste     | Busch-Suzuki   |         | 5     |
| 7   | Yvan Trolliet    | Denis Vernet       | Seymaz-Yamaha  |         | 4     |
| 8   | Göte Brodin      | Billy Gällros      | Krauser-Yamaha |         | 3     |
| 9   | Masato Kumano    | Georg Buchner      | Kumano-Yamaha  |         | 2     |
| 10  | Hermann Huber    | Rainer Gundel      | LCR-Yamaha     |         | 1     |